# Helen Ferguson
Pour les articles homonymes, voir Ferguson.
Helen Ferguson (23 juillet 1901 - 14 mars 1977)  est une actrice américaine des comédies, des westerns et des feuilletons du cinéma muet et du parlant. En 1934, elle quitte définitivement le cinéma et ouvre une agence de communication qui lui permet de devenir une puissante femme d'affaires dans l'industrie du cinéma.

## Biographie
Née à Decatur dans l'Illinois dans une famille où « le porte-monnaie est trop petit pour répondre aux besoins de chacun » Helen travaille depuis ses dix ans à satisfaire les petites tâches des gens du voisinage. Habitant à côté des Studios Essanay à Uptown près de Chicago, Helen, au lieu de « passer son temps, comme tous les gosses du quartier, à jeter un coup d’œil dans les fentes des murs des Studios pour répondre à sa curiosité », aimerait bien du haut de ses treize ans, devenir actrice - le seul moyen de satisfaire alors ses deux exigences - gagner de l'argent et continuer à répondre à son insatiable curiosité d'adolescente.
Après un bout d'essai qui lui fait quitter définitivement le collège, elle acquiert le droit de se faire enregistrer comme extra le matin parmi une trentaine de personnes dont Taylor Holmes et Buck Jones et à attendre d'être appelé. Elle y rencontre et chaperonne la débutante Kathleen Morrison, la future Colleen Moore, de 1 an son aînée . Mais, malheureusement pendant deux ans, elle « est moins que la poussière que le portier balaye chaque soir » et n'a joué que des rôles de figurantes pendant une dizaine de mois qui lui ont valu d'être exclue à plusieurs reprises, par le directeur de casting. Inscrite à l'université des Beaux-Arts de Chicago, elle complète son instruction initiale par des cours du soir.
Ayant exprimé son désarroi et son espoir de se voir confier un rôle au directeur de casting, elle tourne son premier véritable film, en 1915, Temper malheureusement non crédité.
Après avoir été exclue une dernière fois des Studios d'Essanay, elle part à l'age de seize ans, avec 150 dollars tenter sa chance à New York. Au bout de quelques mois, elle tourne ses premiers films crédités en 1917 dont un film avec Mitchell Lewis, aux Studios Vitagraph de James Stuart Blackton. Puis Samuel Goldwyn l'envoie en Californie où elle tient des premiers rôles dans des réalisations produites par la Fox Film Corporation qui lancent véritablement sa carrière comme Going some et  Le Crime de Mme Lévy en 1922 .
En cette année 1922, le comité de la WAMPAS gratifie Helen pour ses performances en l'intégrant dans la promotion des treize Baby Stars de la Western Associated Motion Picture Advertisers (WAMPAS), composée entre autres par Bessie Love et Claire Windsor.
Elle épouse en 1925, l'acteur William Russell dont elle devient veuve en 1929. L'année suivante, elle se marie avec le riche banquier Richard L. Hargreaves et quitte le cinéma pour se concentrer sur le travail scénique théâtral qui lui apporte un succès d'estime en deçà de ce qu'elle attendait.

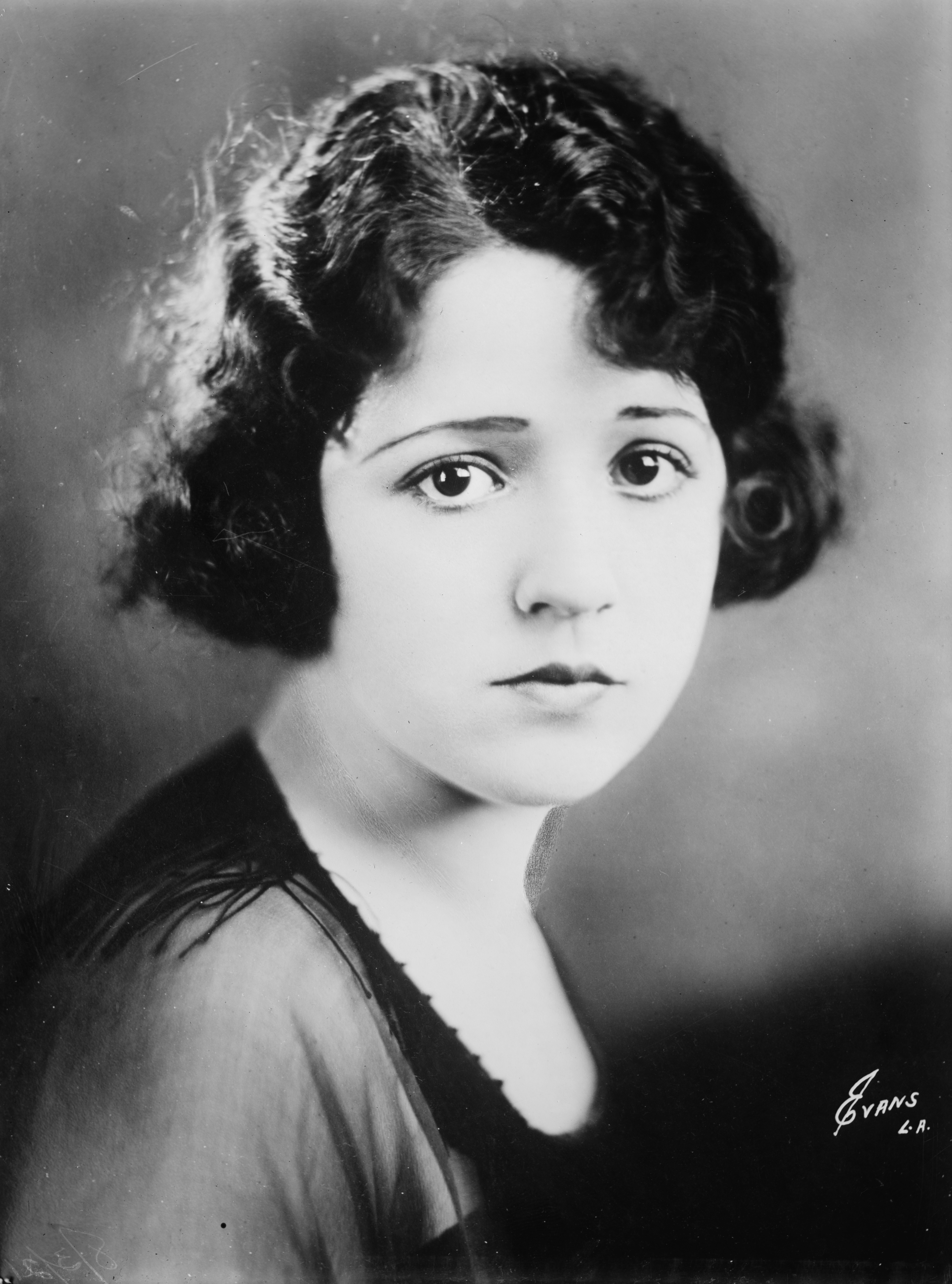
Helen, la fille aux yeux tristes.

En 1933, elle quitte définitivement le cinéma et crée une agence de publicité à Beverly Hills, effectuant un travail dans la communication auprès des stars du Cinéma qui lui procure beaucoup plus de satisfactions. Représenter  à Hollywood, des stars comme Henry Fonda, Barbara Stanwyck et Robert Taylor ou encore Loretta Young, une Baby Star de 1929 qu'elle coache durant dix-neuf ans, lui confère un certain pouvoir qu'elle utilisa notamment lorsqu'il fallut empêcher les journalistes de déranger inutilement Stanwyck, de peur qu'ils lui posent des questions indiscrètes sur le caractère de leur relation. Il est certain qu'elle ressemblait à celle d'un amour réciproque, faite de rapprochements et d'éloignements,.
La devanture de son agence a été photographiée, par Ansel Adams, illustrant l'édition de mars 1941, du magazine Fortune, saluant ainsi, la femme de pouvoir qu' elle était devenue. Cette même photo est reparue dans l'émission télévisée de California's Gold de mars 2008 qui traitait des femmes d'affaires en Californie.
En 1941, elle perd son second mari et prend sa retraite en 1967, à Clearwater en Floride, localité où elle décède en 1977, à l'âge de 75 ans. Elle est inhumée au cimetière de Forest Lawn Memorial Park de Glendale.
Helen Ferguson a une étoile au numéro 6153 sur le Walk of Fame à Hollywood en hommage à sa contribution au 7e Art.

## Filmographie
- 1915 : Temper avec  Henry Walthall, (non crédité)
- 1917 : Max wants a divorce de Max Linder
- 1917 : Max in a taxi de Max Linder
- 1917 : Sundaying in Fairview de Lawrence C. Windom
- 1917 : Filling His Own Shoes de Harry Beaumont : Rosa
- 1917 : The Golden Idiot d'Arthur Berthelet
- 1917 : Ce bon monsieur Hunter (Fools for Luck) de Lawrence C. Windom : Brunhilda
- 1917 : Gift o'Gab de W. S. Van Dyke : Peggy Dinsmore
- 1917 : The Small Town Guy de Lawrence C. Windom : Eleanor Ramsdell
- 1918 : Life's Greatest Problem de James Stuart Blackton : Miriam Craig
- 1919 : The Great Victory, Wilson or the Kaiser? The Fall of the Hohenzollerns : Amy Gordon
- 1919 : The End of the Road : une servante
- 1919 : The Lost Battalion : la sténographe
- 1919 : The Gamblers de Paul Scardon : Catherine Ames
- 1920 : The Romance Promoters (en) de Chester Bennett : Betty Lorris
- 1920 : Burning Daylight d'Edward Sloman : Dora
- 1920 : Shod with Fire d'Emmett J. Flynn : Ann Lytton
- 1920 : Going Some de Harry Beaumont : Jean Chapin
- 1920 : The Challenge of the Law : Madeline Du Barre
- 1920 : Pour la sauver (Just Pals) de John Ford : Mary Bruce
- 1920 : Les Mutinés de l'Elsinore (The Mutiny of the Elsinore) d'Edward Sloman : Margaret West
- 1921 : The Right Way de Sidney Olcott : la petite amie
- 1921 : The Freeze-Out de John Ford : Mrs McGuire
- 1921 : Straight from the Shoulder de Bernard J. Durning : Maggie, la serveuse
- 1921 : L'Insulte (To a Finish) de Bernard J. Durning : Doris Lane
- 1921 : Making the Grade de Fred J. Butler : Sophie Semenoff
- 1921 : Desert Blossoms d'Arthur Rosson : Mary Ralston
- 1921 : L'Appel du nord (en) (The Call of the North) de Joseph Henabery : Elodie Albret
- 1921 : Lulu Cendrillon (Miss Lulu Bett) de William C. de Mille : Diana Deacon
- 1922 : According to Hoyle (en) de W. S. Van Dyke : Doris Mead
- 1922 : Rough shod de B. Reeves Eason : Betty Lawson
- 1922 : The Crusader de Howard Mitchell : Mary
- 1922 : The WAMPAS Baby Stars of 1922, dans Helen
- 1922 : Le Crime de Mme Lévy (Hungry Hearts) de E. Mason Hopper : Sara
- 1922 : The Flaming Hour d'Edward Sedgwick : Lucille Danby
- 1923 : The Famous Mrs. Fair de Fred Niblo : Peggy
- 1923 : La Première Femme (Brass) de Sidney Franklin : Rosemary Church
- 1923 : À l'abri des lois (Within the Law) de Frank Lloyd : Helen Morris
- 1923 : Double Dealing de Henry Lehrman : la bonniche
- 1923 : The Unknown Purple de Roland West : Ruth Marsh
- 1924 : Why Get Married? de Paul Cazeneuve : Janet Allen
- 1924 : The Right of the Strongest d'Edgar Lewis : Mary Elizabeth Dale
- 1924 : Racing Luck (en) de Herman C. Raymaker : Rosina
- 1924 : The Valley of Hate de Russell Allen : Milly Hendricks
- 1924 : Never Say Die de George J. Crone : La Cigale
- 1924 : Chalk Marks de John G. Adolfi : Virginia Thompson
- 1925 : The Cloud Rider de Bruce M. Mitchell : Zella Wingate
- 1925 : My Neighbor's Wife de Clarence Geldart : Florence Keaton
- 1925 : The Scarlet West de John G. Adolfi : Nestina
- 1925 : Nine and Three-Fifths Seconds de Lloyd B. Carleton : Mary Bowser
- 1925 : The Isle of Hope de Jack Nelson : Dorothy Duffy
- 1925 : Spook Ranch d'Edward Laemmle : Elvira
- 1925 : Wild West de Robert Hill : Polly Breen (série de 10 épisodes avec Jack Mulhall)
- 1926 : Casey of the Coast Guard de William Nigh : Doris Warren
- 1927 : The Fire Fighters de Jacques Jaccard : Mary Kent
- 1927 : Cheaters d'Oscar Apfel : Mary Condon
- 1927 : Taxi! Taxi! (en) de Melville W. Brown
- 1927 : Jaws of Steel de Ray Enright : Mary Warren avec RinTinTin
- 1929 : Finders Keepers de Bryan Foy
- 1929 : Trusting Wives d'Leslie Pearce
- 1929 : In Old California de Burton L. King : Dolores Radanell
- 1930 : Scarlet Pages de Ray Enright : Miss Hutchinson (la secrétaire de Mary)
- 1934 : Kid Millions de Roy Del Ruth : Goldwyn Girl